# Per Nilsson (schrijver)
Per Håkan Stefan Nilsson (Möllevången (Malmö), 13 februari 1954) is een Zweeds jeugdboekenschrijver.
Na zijn middelbare school begon Nilsson een studie wiskunde en later ook een studie muziek. Nadat hij beide studies had afgerond, werd hij docent op een middelbare school. In 1988 verscheen zijn eerste boek. In 1999 stopte hij met zijn werk als leraar om zich volledig te wijden aan het schrijven van jeugdboeken. In Nederland worden zijn boeken uitgegeven door Lemniscaat. In 2003 verscheen een verfilming van zijn boek Anders dan jij onder de titel Hannah med H.

## Thematiek
In veel van Nilssons boeken zijn maatschappelijke thema's verwerkt. Zo gaan Anders dan jij en Ik ben geen racist over onder andere racisme en wordt in Het lied van de raaf milieuvervuiling aan de orde gesteld. De hoofdpersonen in zijn boeken zijn steeds tieners, waardoor de zoektocht naar een eigen identiteit en de positie in de wereld terugkerende thema's zijn.

## Vorm
Nilsson maakt in zijn boeken vaak gebruik van bijzondere vormen om zijn verhaal te vertellen. Zo is het verhaal in De geur van melisse opgebouwd rond voorwerpen die herinneringen bij de hoofdpersoon oproepen; aan de hand van deze voorwerpen trekken de herinneringen vervolgens als een film aan de hoofdpersoon voorbij. In Jij, jij en jij worden de verhalen van drie verschillende mensen verteld, die uiteindelijk steeds meer met elkaar verstrengeld raken. In 17 ligt de hoofdpersoon in coma en wordt zijn verhaal verteld vanuit het perspectief van drie betrokkenen.
In sommige verhalen verwijst Nilsson bovendien naar zichzelf. De hoofdpersoon van zijn eerste drie boeken, die grotendeels autobiografisch waren, heet Nils Persson en in Anders dan jij is een belangrijke rol weggelegd voor een leraar die Per Nosslin heet.

## Prijzen
- Deutscher Jugendliteraturpreis  1997 voor De geur van melisse
- Nils Holgerssononderscheiding 1997 voor De geur van melisse
- Astrid Lindgren Memorial Award (ALMA) 1999 voor zijn gehele oeuvre
- Zilveren Zoen 1999 voor De geur van melisse
- Augustpriset 2006 voor Ik ben geen racist
- Los Angeles Times Book Prize 2006